# Liste der Skigebiete in Italien
Die Skigebiete Italiens liegen durchweg in den norditalienischen Alpen-Regionen. Die Südtiroler Skigebiete sind in einer separaten Liste aufgeführt.
| Name                                       | Orte im Gebiet                                                                             | Provinz / Region                       | Seehöhe in m | Liftanlagen1 | Pisten in km |
| ------------------------------------------ | ------------------------------------------------------------------------------------------ | -------------------------------------- | ------------ | ------------ | ------------ |
| Bormio                                     | Bormio                                                                                     | Sondrio                                | 1225–3012    | 3/7/7        | 50           |
| Cortina d’Ampezzo (Dolomiti Superski)      | Cortina d’Ampezzo                                                                          | Belluno                                | 1224–3000    | 0/24/6       | 110          |
| Courmayeur                                 | Courmayeur                                                                                 | Aosta                                  | 1224–2755    | 6/8/3        | 41           |
| Espace San Bernardo                        | - La Thuile - La Rosière (F)                                                               | - Aosta - Savoyen                      | 1176–2641    | 1/22/16      | 160          |
| Livigno                                    | Livigno                                                                                    | Sondrio                                | 1816–2880    | 3/14/2       | 115          |
| Macugnaga                                  | Macugnaga                                                                                  | Novara                                 | 1300–2900    |              |              |
| Madesimo                                   | Madesimo                                                                                   | Sondrio                                | 1550–2948    | 1/11/1       | 54           |
| Madonna di Campiglio                       | Madonna di Campiglio                                                                       | Trentino                               | 1500–2550    | 5/12/3       | 90           |
| Marmolada (Dolomiti Superski, Sella Ronda) | - Alleghe - Rocca Pietore - Arabba                                                         | Belluno                                | 1100–3342    | 3/7/5        | 66           |
| Matterhorn Ski Paradise                    | - Breuil-Cervinia - Zermatt (CH)                                                           | - Aostatal - Wallis                    | 1620–3899    | 103          | 360          |
| Monte Rosa Ski                             | - Antagnod - Champoluc - Frachey - Stafal - Orsia - Gressoney-La-Trinité - Alagna Valsesia | - Aostatal - Piemont                   | 1212–3275    |              | 180          |
| Pinzolo                                    | Pinzolo                                                                                    | Trentino                               | 800–2100     |              |              |
| Sestriere                                  | Sestriere                                                                                  | Turin                                  | 2033–2823    |              |              |
| Val di Sole                                | - Mezzana - Folgarida                                                                      | Trentino                               | 900–3016     |              | 150          |
| Via Lattea                                 | - Cesana Torinese (I) - Montgenèvre (F)                                                    | - Piemont - Provence-Alpes-Côte d’Azur | 1360–2823    | 90           | 400          |
| Westliche Sonnenalpen                      | Bardonecchia                                                                               | Turin                                  | 1067–2750    |              |              |

1Gondeln/Sessellifte/Schlepplifte
Die Sella Ronda (auf Deutsch: „Sella Runde“) besteht aus den Skigebieten der Hochabteital (Alta Badia), Gröden, Marmolada und Val di Fassa.
Zum Dolomiti Superski Gebiet gehören die Gebiete der Sella Ronda so wie Kronplatz, Eisacktal, Obereggen/Val di Fiemme, Hochpustertal, San Martiono di Castrozza/Passo Rolle, Treevalli, Civetta und Cortina d’Ampezzo.